# Решетинська сільська рада
Реше́тинська сільська рада (рос. Решетинский сельский совет) — сільське поселення у складі Пачелмського району Пензенської області Росії.
Адміністративний центр — село Решетино.

## Населення
Населення — 1028 осіб (2019; 1192 в 2010, 1346 у 2002).

## Склад
До складу сільської ради входять:
| Населений пункт | Населення, осіб (2002) | Населення, осіб (2010) |
| --------------- | ---------------------- | ---------------------- |
| Решетино, село  | 1291                   | 1181                   |
| Чулпан, селище  | 55                     | 11                     |